# Aluminieren
Aluminieren ist eine thermochemische Behandlung von metallischen Werkstoffen, meist jedoch von Stählen.  Ziel der Behandlung ist ein Überzug aus Aluminium. Der zugrunde liegende physikalisch-chemische Prozess ist eine Diffusion, der in zwei Varianten realisiert wird. Das Kalorisieren findet bei Temperaturen um 450 °C in einem mit Aluminiumpulver gefüllten Reaktor statt. Ein anschließendes kurzes Glühen bei Temperaturen um 750 °C außerhalb des Reaktors verstärkt die Diffusion. Ergebnis ist eine harte Al2O3-Schicht, unter der sich eine spröde intermetallische Fe-Al-Schicht mit Al-Konzentrationen über 10 % bildet. Beim alternativen Alitieren findet die Glühung bei 800 °C bis 1200 °C in einem Al-Fe-Pulver statt. Die erreichte Schutzschicht ist verformbarer, weniger spröde und ebenfalls zunderbeständig.